# Circonscription de Weyineamba
La circonscription de Weyineamba est une des 135 circonscriptions législatives de l'État fédéré Amhara, elle se situe dans la Zone Sud Wollo. Sa représentante actuelle est Meseret Abate Gebrehana.